# Pelagia Majewska
Pelagia Teresa Majewska (ur. 26 kwietnia 1933 w Równem, zm. 12 lipca 1988 w Lizbonie) – polska pilot-instruktor samolotowa oraz szybowcowa, zdobywczyni wielu szybowcowych rekordów kraju i świata, działaczka społeczna.

## Życiorys
Córka Jana Pietrzaka (zginął w 1942 w obozie koncentracyjnym Mauthausen) i Stanisławy (zm. w 1985), urodzona 26 kwietnia 1933 w Równem na Wołyniu. Po II wojnie światowej, wobec włączenia Wołynia do Ukraińskiej SRR, Pelagia z rodziną zamieszkała w Lublinie. Po ukończeniu szkoły podstawowej uczęszczała do Gimnazjum im. Unii Lubelskiej, przekształconego w roku szkolnym 1948/49 w tzw. jedenastolatkę – późniejsze III Liceum im. Unii Lubelskiej. Świadectwo dojrzałości uzyskała w 1950.
W szkole należała do harcerstwa, uprawiała lekkoatletykę, pływanie, a po maturze spadochroniarstwo i szybownictwo w Aeroklubie Lubelskim. Następnie w tym samym Aeroklubie przeszła szkolenie na samolotach. W 1953 rozstała się z Lublinem i z Tadeuszem Majewskim – przyszłym mężem – przeniosła się do Warszawy. W Lublinie miała wylatane 40 godzin na samolotach i 18 na szybowcach.
W Aeroklubie Warszawskim startowała w licznych zawodach szybowcowych krajowych i międzynarodowych. Dwukrotnie (1973 i 1977) zwyciężyła w Kobiecych Międzynarodowych Zawodach Szybowcowych, a raz (1975) zajęła drugie miejsce. Jako druga w Polsce i trzecia kobieta na świecie zdobyła złotą odznakę szybowcową z trzema diamentami. Uzyskała 17 rekordów światowych i 21 krajowych. Ogólny nalot szybowcowy to 3500 godzin i pokonany dystans to blisko 100 tys. km. Jako pierwszy pilot szybowcowy w kraju wyróżniona została w 1956 najwyższym polskim odznaczeniem szybowcowym – Medalem Tańskiego. Była pierwszą kobietą w Polsce i drugą na świecie, która otrzymała nadane przez Międzynarodową Federację Lotniczą (FAI) najwyższe światowe odznaczenie szybowcowe – Medal Lilienthala (1960). Była Zasłużonym Mistrzem Sportu, trzykrotnie została odznaczona Medalem za Wybitne Osiągnięcia Sportowe.
Przez pewien czas pracowała jako inspektor szkolenia lotniczego w Biurze Zarządu Głównego Aeroklubu PRL. Wiele godzin wylatała w aeroklubach terenowych jako społeczny instruktor szkolący młodzież. W latach 80. pracowała jako pilot w Zakładzie Usług Agrolotniczych WSK-PZL Warszawa-Okęcie. Była jednym z najbardziej doświadczonych pilotów w tym przedsiębiorstwie. Jej ostatnim lotem był transport – w ramach międzynarodowego kontraktu – przeciwpożarowego samolotu PZL M18 Dromader do Setubal w Portugalii. 12 lipca 1988 zginęła na lotnisku w Lizbonie w wyniku wypadku lotniczego.
Współpracowała ze „Skrzydlatą Polską” (SP), była członkiem Rady Redakcyjnej tego tygodnika, pisała artykuły, była życzliwym krytykiem i doradcą w redagowaniu pisma; dwukrotnie była laureatką „Błękitnych Skrzydeł” SP.
Za swe osiągnięcia w lotnictwie polskim odznaczona została Złotym i Srebrnym Krzyżem Zasługi oraz Srebrnym i Brązowym Medalem za Zasługi dla Obronności Kraju. Pośmiertnie odznaczono ją Krzyżem Oficerskim Orderu Odrodzenia Polski.
W 1989 na wniosek Aeroklubu Polskiego, Konferencja Generalna FAI ustanowiła medal im. Pelagii Majewskiej, została również wybrana na patronkę Centralnej Szkoły Szybowcowej AP w Lesznie. Jest patronką rond w Lublinie i Mełgwi.
Pochowana została 21 lipca 1988 w grobie rodzinnym na cmentarzu rzymskokatolickim przy ul. Lipowej w Lublinie (kw. 30A, rząd XXI, nr 27). W małżeństwie z Tadeuszem Zbigniewem Majewskim (1929-2002) – pochodzącym również z Wołynia – mieli syna Sławomira.

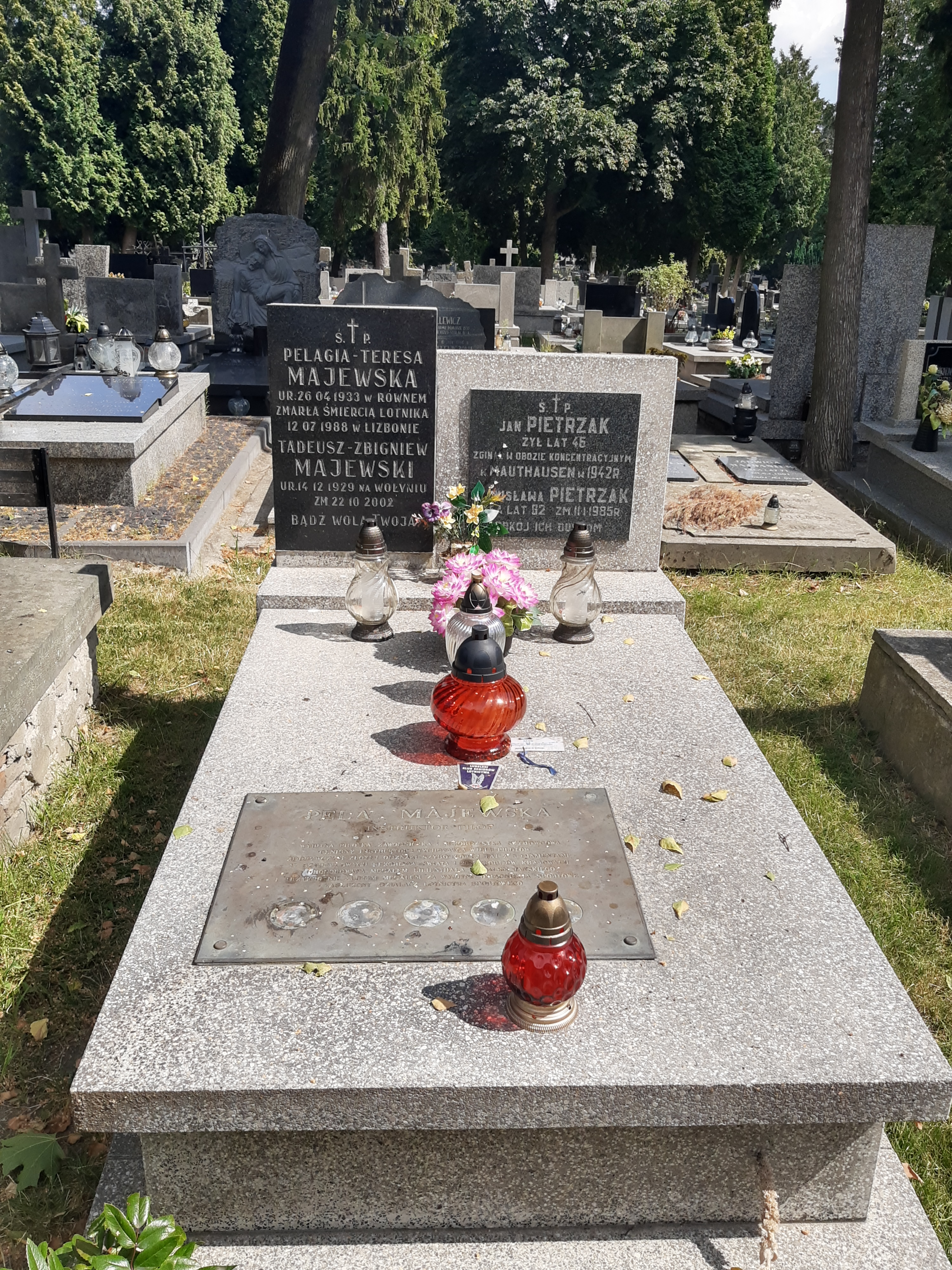
Grób Pelagii Majewskiej na cmentarzu przy ulicy Lipowej

W 2008 Agencja Lotnicza ALTAIR wydała książkę autorstwa siostry Pelagii Majewskiej – Ireny Kostki „Szybowniczka Świata”, poświęconą karierze sportowej i zawodowej Pelagii Majewskiej.